# Nguyễn Bá Liên
Nguyễn Bá Liên (1933-1969), nguyên là một sĩ quan cao cấp thuộc Bộ binh của Quân lực Việt Nam Cộng hòa. Ông xuất thân từ trường Võ bị Liên quân thời kỳ Quân đội Quốc gia. Sau khi tốt nghiệp, ông được phục vụ ở đơn vị Bộ binh. Sau đó ông tình nguyện gia nhập Lực lượng Bộ binh Hải quân (về sau là Thủy quân Lục chiến) và đã từng giữ chức vụ Tư lệnh Liên đoàn này. Thời gian sau này, ông trở lại đơn vị Bộ binh. Năm 1969, khi đang là Đại tá Tư lệnh một Biệt khu ở Bắc Cao nguyên Trung phần, ông bị tử trận, được truy thăng cấp bậc Chuẩn tướng.

## Tiểu sử & Binh nghiệp
Ông sinh ngày 20 tháng 8 năm 1933, trong một gia đình Nho học tại làng Thổ Ngọa, Quảng Trạch, Quảng Bình miền Trung Việt Nam. Cụ thân sinh từng là công chức cao cấp thời Pháp thuộc. Thời niên thiếu, ông là học sinh trường Trung học Péllerin Pháp ở Huế. Năm 1951, ông tốt nghiệp với văn bằng Brevet.

### Quân đội Quốc gia Việt Nam
Tháng 8 năm 1953, thi hành lệnh động viên, ông nhập ngũ vào Quân đội Quốc gia, mang số quân: 53/700.469. được nhập học khóa 3 phụ Đống Đa tại trường Sĩ quan Trừ bị Thủ Đức, nhưng không thụ huấn ở Thủ Đức mà được gửi lên thụ huấn khóa Sĩ quan Trừ bị ở trường Võ bị Quốc gia Đà Lạt và đổi tên thành khóa 9B Đống Đa, khai giảng ngày 1 tháng 9 năm 1953. Ngày 16 tháng 3 năm 1954 mãn khóa tốt nghiệp với cấp bậc Thiếu úy. Ra trường, ông được điều đi phục vụ đơn vị Bộ binh với chức vụ Trưởng ban Truyền tin của Tiểu đoàn Việt Nam.

### Quân đội Việt Nam Cộng hòa
Cuối tháng 10 năm 1955, khi Chính thể Đệ nhất Cộng hòa hình thành, chuyển sang Quân đội Việt Nam Cộng hòa, ông được giữ chức Trưởng phòng Truyền tin của Trường Hạ sĩ quan tại Đồng Đế, Nha Trang. Đầu năm 1956, ông được cử đi du học khóa Bộ binh cao cấp tại trường Võ bị Lục quân Fort Benning, Columbus, Tiểu bang Geogia, Hoa Kỳ. Cùng năm, mãn khóa về nước ông tình nguyện vào Liên đoàn Thủy quân Lục với chức vụ Sĩ quan Truyền tin của Liên đoàn.
Đầu năm 1958, ông được thăng cấp Trung úy và được chuyển ra đơn vị tác chiến giữ chức vụ Đại đội trưởng một Đại đội thuộc Tiểu đoàn 1 Thủy quân Lục chiến. Cuối năm, ông được thăng cấp Đại úy và được cử làm Trưởng ban 3 Hành quân trong Bộ chỉ huy Tiểu đoàn. Cuối năm 1959, ông được đi du học khóa Chỉ huy và Tham mưu tại căn cứ Thủy quân Lục chiến Hoa Kỳ ở Quantico, Tiểu bang Virginia. Giữa năm 1960 mãn khóa về nước, ông tiếp tục ở chức vụ cũ. Đầu năm 1961, ông được cử làm Tiểu đoàn trưởng Tiểu đoàn 1 Thủy quân Lục chiến thay thế Đại úy Trần Văn Nhựt được cử du học khóa Chỉ huy và Tham mưu tại Hoa Kỳ. Đến giữa năm 1962, ông được cử làm Tư lệnh phó kiêm Tham mưu trưởng Lữ đoàn Thủy quân Lục chiến do Trung tá Lê Nguyên Khang làm Tư lệnh.
Tháng 4 năm 1963, ông được thăng cấp Thiếu tá tại nhiệm. Ngày 1 tháng 11 năm 1963, ông tham gia cuộc đảo chính Tổng thống Ngô Đình Diệm do Trung tướng Dương Văn Minh cầm đầu. Ngày 2 tháng 11, ông được đặc cách thăng cấp Trung tá và được bổ nhiệm chức vụ Tư lệnh Lữ đoàn Thủy quân Lục chiến thay thế Đại tá Lê Nguyên Khang được cử đi làm Tùy viên Quân lực tại Philippines.
Ngày 26 tháng 2 năm 1964, sau cuộc Chỉnh lý nội bộ các tướng lĩnh trong Hội đồng Quân nhân Cách mạng để lên nắm quyền lãnh đạo của tướng Nguyễn Khánh, ông được cử làm Tùy viên Quân lực tại Philippines hoán chuyển nhiệm vụ với Đại tá Lê Nguyên Khang trở về tái nhiệm chức vụ Tư lệnh Lữ đoàn Thủy quân Lục chiến.
Đầu năm 1967 mãn nhiệm về nước, ông được thăng cấp Đại tá và chuyển ra Quân khu 2 giữ chức vụ Phụ tá cho Tư lệnh Quân đoàn II đặc trách chương trình Bình định và Phát triển tại Pleiku do Trung tướng Vĩnh Lộc làm Tư lệnh Quân đoàn. Giữa năm 1969, ông được cử ra Kontum giữ chức vụ Tư lệnh Biệt khu 24 kiêm Tư lệnh Tiền phương Quân đoàn II do Trung tướng Lữ Lan làm Tư lệnh Quân đoàn.
Ngày 6 tháng 12 năm 1969, ông tử trận khi đang ở trong trực thăng trên đường bay thị sát mặt trận tại một tiền đồn thuộc Benhet trong vùng núi Trường Sơn, cách Dakto (Tân Cảnh) 12 cây số về hướng đông bắc do trúng phải đạn phòng không của địch quân. Hưởng dương 36 tuổi.
Ông được truy thăng cấp bậc Chuẩn tướng và truy tặng đệ tứ đẳng Bảo quốc Huân chương kèm Anh dũng Bội tinh với nhành Dương liễu. Tang lễ được tổ chức theo lễ nghi quân cách của một tướng lĩnh. An táng tại Nghĩa trang Đô thành Mạc Đỉnh Chi, Sài Gòn.
Sau này khi Nghĩa trang Mạc Đĩnh Chi bị giải tỏa, hài cốt của ông được cải táng tại Nghĩa trang Lái Thiêu, Bình Dương.

## Huy chương
-Bảo quốc Huân chương đệ tứ đẳng (truy tặng)
-Anh dũng bội tinh với nhành dương liễu (truy tặng)
-Một số huy chương quân sự, dân sự và Đồng minh (ân thưởng)

## Gia đình
- Thân phụ: Cụ Nguyễn Bá Mưu (nguyên làm Phán sự ở Tòa Khâm sứ Huế).
- Thân mẫu: Cụ Nguyễn Thị Hạnh.
- Cô ruột: Bà Nguyễn Thị Hải (phu nhân của Thiếu tướng Đỗ Mậu).
- Bào đệ: Nguyễn Bá Quang (Mục sư)
- Phu nhân: Bà Lê Thu Lài

Ông bà có sáu người con gồm 2 trai, 4 gái:
Nguyễn Diệu Huyền, Nguyễn Tiến Dũng, Nguyễn Lan Anh, Nguyễn Mai Ly, Nguyễn mai Lan, Nguyễn Bá Nam.